# Laatikkalansaaret
Laatikkalansaaret är en ö i Finland. Den ligger i sjön Koitere och i kommunen Ilomants i den ekonomiska regionen  Joensuu ekonomiska region  och landskapet Norra Karelen, i den östra delen av landet, 400 km nordost om huvudstaden Helsingfors. Öns största längd är 450 meter i öst-västlig riktning. Notera att namnet antyder att det är fråga om flera öar.